# Robert av Konstantinopel
Robert av Konstantinopel, död 1228, var latinsk monark av Konstantinopel. Han var kejsare i det latinska kejsardömet från 1217 till 1228.